# Мужская сборная Таиланда по гандболу
Мужская сборная Таиланда по гандболу — национальная команда по гандболу, представляющая Таиланд на международных соревнованиях. Управляется Ассоциацией гандбола Таиланда.

## История
Мужская сборная Таиланда по гандболу дебютировала на крупных международных соревнованиях в 1998 году, когда впервые выступила на летних Азиатских играх в Бангкоке.
На групповом этапе сборная Таиланда проиграла Японии (15:54), ОАЭ (19:40) и Кувейту (14:63), заняв последнее, 8-е место.
В 2006 году таиландцы впервые выступали на чемпионате Азии в Бангкоке. На групповом этапе они проиграли сборным Иордании (26:45), Южной Кореи (15:47), Бахрейна (19:40), Кувейта (21:54), заняв последнее, 9-е место.
В 2022 году сборная Таиланда выступала на летних Азиатских играх в Ханчжоу. На групповом этапе сборная Таиланда проиграла сборным Китая (17:40) и Кувейта (19:49).

## Результаты выступлений

### Чемпионаты Азии
- 2006 — 9-е место

### Летние Азиатские игры
- 1998 — 8-е место
- 2022 — не вышли из группы